# Kowalencyjne sieci adaptowalne
Kowalencyjne sieci adaptowalne – grupa materiałów polimerowych, przypominających polimery termoutwardzalne (duroplasty), od których różnią się włączeniem do ich sieci dynamicznej chemii kowalencyjnej (DCK) w postaci wiązań odwracalnych. Pod wpływem bodźców, takich jak temperatura, światło lub pH, wiązania dynamiczne stają się aktywne, przez co mogą ulegać przegrupowaniu, powodując reorganizację sieci. Wprowadzenie DCK do struktury sieci nadaje materiałom usieciowanym właściwości takie jak wielokrotne nadawanie kształtu, przetwarzalność oraz możliwość recyklingu.
Historycznie materiały polimerowe były dzielone na dwie grupy, biorąc pod uwagę ich zachowanie termomechaniczne. Termoplasty charakteryzują się budową liniową lub rozgałęzioną, przez co mają zdolność do topnienia i płynięcia w podwyższonej temperaturze, dzięki czemu mogą być wielokrotnie przetwarzane. Natomiast duroplasty ze względu na strukturę usieciowaną, mają bardzo dobre właściwości mechaniczne w szerokim zakresie temperatur, jednak są nierozpuszczalne i nietopliwe, a po przekroczeniu pewnej temperatury ulegają nieodwracalnej degradacji.

## Klasyfikacja
Kowalencyjnie adaptowalne sieci dzielą się ze względu na mechanizm na dwie grupy, dysocjacyjne (z reorganizacją poprzez addycję) oraz asocjacyjne (z reorganizacją poprzez wymianę).
Dysocjacyjne
W sieciach dysocjacyjnych, podczas odwracalnej addycji, reorganizacja zachodzi zgodnie z sekwencją: dysocjacja wiązania-tworzenie wiązania. Dysocjacja wiązania poprzedzająca jego ponowne utworzenie skutkuje tymczasową redukcją integralności i gęstości usieciowania, co skutkuje bardziej gwałtownym spadkiem lepkości wraz ze wzrostem temperatury
Asocjacyjne
W sieciach asocjacyjnych reorganizacja zachodzi w sposób odwrotny. Najpierw do wiązania dynamicznego następuje przyłączenie dodatkowej grupy, a następnie odłączenie pierwotnej, dzięki czemu nie następuje redukcja gęstości usieciowania. Materiały te wykazują stopniowy spadek lepkości wraz ze wzrostem temperatury, który opisuje prawo Arrheniusa. Asocjacyjne materiały polimerowe powszechnie określane są jako witrymery.
Do kowalencyjnych sieci adaptowalnych wprowadzane są różne grupy chemiczne zdolne do reakcji odwracalnych. Należą do nich: transestryfikacja, reakcja Dielsa-Aldera, transaminacja uretanów winylowych, wymiana disulfidów, metateza imin oraz olefin czy transkarbamoilowanie uretanów.

## Zastosowanie
Dynamiczne hydrożele do zastosowań biomedycznych
Napęczniałe wodą sieci polimerowe, często określane jako hydrożele, oferują atrakcyjne możliwości w dziedzinie medycyny regeneracyjnej. Hydrożele są skutecznymi rusztowaniami do dwu- lub trójwymiarowej hodowli komórek, a wiele właściwości fizycznych tych sieci (np. zawartość wody, sztywność, dyfuzyjność) są zgodne z właściwościami natywnej macierzy pozakomórkowej (ECM). Liczne dowody wskazują, że komórki są wrażliwe na swoje mechaniczne mikrośrodowisko, w tym lepkosprężyste właściwości hydrożelu. Natywne tkanki wykazują właściwości lepkosprężyste, dlatego statyczne, nieodwracalnie usieciowane hydrożele nie mogą w pełni naśladować naturalnego środowiska. W konsekwencji, hydrożele z DCK stanowią wyjątkową okazję do inżynierii rusztowań tkankowych z precyzyjną kontrolą nad całą zależną od czasu mechaniką lepkosprężystą, z naciskiem na dopasowanie całego spektrum odpowiedzi, które są zwykle obserwowane w natywnych tkankach.
Materiały samonaprawiające się
Sieci polimerowe są podatne na uszkodzenia podczas ich użytkowania. Samoregeneracja jest obiecującym narzędziem do zwiększenia żywotności i wydajności polimeru, przy jednoczesnym zmniejszeniu ilości odpadów z tworzyw sztucznych. Samoleczenie może działać poprzez mechanizmy zewnętrzne lub wewnętrzne. Systemy zewnętrzne polegają na wbudowaniu małych kapsułek zawierających środki lecznicze, które są uwalniane podczas uszkodzenia/pęknięcia i leczą materiał, podczas gdy systemy wewnętrzne są z natury zdolne do przywrócenia ich integralności poprzez, na przykład, włączenie dynamicznych wiązań do sieci polimerowej. Najbardziej znanym przykładem wewnętrznego samoleczenia są sieciowane termicznie sieci z adduktami Dielsa-Aldera.
Materiały z pamięcią kształtu
Materiały zmieniające kształt (SMM), a w szczególności polimery z pamięcią kształtu (SMP), cieszą się dużym zainteresowaniem ze względu na ich zastosowania w lotnictwie, urządzeniach biomedycznych i miękkiej robotyce. Wykorzystanie CANs łączy właściwości płynne termoplastu z właściwościami mechanicznymi termoutwardzalnych tworzyw sztucznych, aby przekształcić sieć statyczną w sieć dynamiczną, a tym samym uzyskać materiał, który można przeprogramować w zależności od pożądanego kształtu. Procesy przekształcania tych materiałów zazwyczaj obejmują zastosowanie naprężeń mechanicznych, temperatury, światła lub pola elektrycznego, w celu aktywacji DCC i trwałej reorganizacji sieci.
Dynamiczne kompozyty
Redukcja naprężeń skurczowych była kluczową motywacją do wdrożenia koncepcji CANs w kompozytach. Naprężenia skurczowe są szczególnie szkodliwe dla kompozytów, ponieważ naprężenia międzyfazowe między matrycą a wypełniaczem negatywnie wpływają na integralność mechaniczną i powoduje ich przedwczesne uszkodzenie.
Druk 3D
Jednym z mniej zbadanych zastosowań CANs są materiały nadające się do produkcji addytywnej. Produkcja addytywna lub drukowanie 3D (3DP), to technika wytwarzania, w której obiekty są konstruowane warstwa po warstwie na podstawie cyfrowego modelu 3D. Proces ten ma tę zaletę, że umożliwia wysoce konfigurowalne projektowanie, tanie prototypowanie i złożone geometrie, które nie są zwykle dostępne w konwencjonalnej produkcji. Pomimo tych zalet, ograniczenia 3DP związane z szybkością budowy, dostępnością i kosztem materiałów, rozdzielczością i właściwościami mechanicznymi. W szczególności, obiekty drukowane w 3D często wykazują gorsze właściwości mechaniczne, głównie ze względu na anizotropowy charakter osadzania warstwa po warstwie, jak również słabe wiązanie między warstwami lub składnikami włókien. Włączenie CAN do materiałów produkowanych poprzez 3DP skutkuje poprawą przyczepności warstw i wzrost wytrzymałości.